# Ormosia amakazarii
Ormosia amakazarii är en tvåvingeart som beskrevs av Alexander 1958. Ormosia amakazarii ingår i släktet Ormosia och familjen småharkrankar. Inga underarter finns listade i Catalogue of Life.